# 皮埃尔库尔 (上索恩省)
皮埃尔库尔（法語：Pierrecourt，法語發音：[pjɛʁkuʁ]）是法国上索恩省的一个市镇，属于沃苏勒区。

## 地理
皮埃尔库尔（47°38'38"N, 5°35'23"E）面积15.6 平方千米，位于法国勃艮第-弗朗什-孔泰大區上索恩省，该省份为法国东部内陆省份，北起顺时针与孚日省、贝尔福地区省、杜省、汝拉省、科多尔省和上马恩省接壤。
与皮埃尔库尔接壤的市镇（或旧市镇、城区）包括：尚普利特、拉雷。

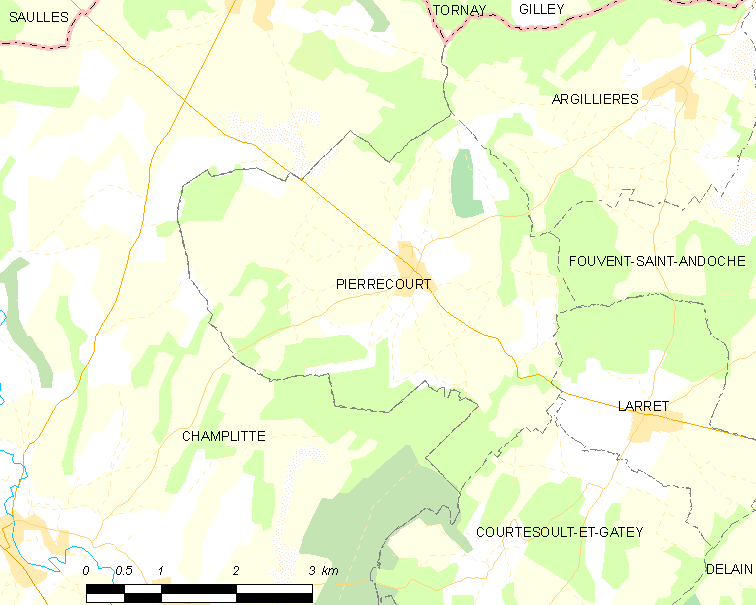
的OSM定位图

皮埃尔库尔的时区为UTC+01:00、UTC+02:00（夏令时）。

## 行政
皮埃尔库尔的邮政编码为70600，INSEE市镇编码为70409。

## 政治
皮埃尔库尔所属的省级选区为萨隆河畔当皮埃尔县。

## 人口

1962-2008年间人口变化图示

皮埃尔库尔于2022年1月1日时的人口数量为107人。